# Alan McLoughlin
Alan McLoughlin (20. dubna 1967 Manchester – 4. května 2021) byl irský fotbalista, záložník. Zemřel 4. května 2021 ve věku 54 let na rakovinu ledvin.

## Fotbalová kariéra
Hrál za Manchester United FC, Swindon Town FC, Torquay United FC, Southampton FC, Portsmouth FC, Wigan Athletic FC, Rochdale AFC a Forest Green Rovers FC. V nejvyšší anglické soutěži nastoupil ve 24 utkáních a dal 1 gól. Za reprezentaci Irska nastoupil v letech 1990–1999 ve 42 utkáních a dal 2 góly. Byl členem irské reprezentace na Mistrovství světa ve fotbale 1990, nastoupil ve 2 utkáních a na Mistrovství světa ve fotbale 1994, kde zůstal mezi náhradníky.

## Ligová bilance
| Ročník                                  | Zápasy | Góly | Klub                 |
| --------------------------------------- | ------ | ---- | -------------------- |
| Football League First Division 1985/86  | 0      | 0    | Manchester United FC |
| Football League Third Division 1986/87  | 9      | 0    | Swindon Town FC      |
| Football League Fourth Division 1986/87 | 16     | 1    | Torquay United FC    |
| Football League Fourth Division 1987/88 | 8      | 3    | Torquay United FC    |
| Football League Second Division 1987/88 | 8      | 0    | Swindon Town FC      |
| Football League Second Division 1988/89 | 26     | 3    | Swindon Town FC      |
| Football League Second Division 1989/90 | 46     | 12   | Swindon Town FC      |
| Football League Second Division 1990/91 | 17     | 4    | Swindon Town FC      |
| Football League Second Division 1990/91 | 22     | 1    | Southampton FC       |
| Football League First Division 1991/92  | 2      | 0    | Southampton FC       |
| Football League Second Division 1991/92 | 14     | 2    | Portsmouth FC        |
| Football League First Division 1992/93  | 46     | 9    | Portsmouth FC        |
| Football League First Division 1993/94  | 38     | 6    | Portsmouth FC        |
| Football League First Division 1994/95  | 38     | 6    | Portsmouth FC        |
| Football League First Division 1995/96  | 40     | 10   | Portsmouth FC        |
| Football League First Division 1996/97  | 36     | 5    | Portsmouth FC        |
| Football League First Division 1997/98  | 37     | 4    | Portsmouth FC        |
| Football League First Division 1998/99  | 41     | 7    | Portsmouth FC        |
| Football League First Division 1999/00  | 19     | 5    | Portsmouth FC        |
| Football League Second Division 1999/00 | 15     | 1    | Wigan Athletic FC    |
| Football League Second Division 2000/01 | 4      | 0    | Wigan Athletic FC    |
| Football League Second Division 2001/02 | 3      | 0    | Wigan Athletic FC    |
| Football League Third Division 2001/02  | 18     | 1    | Rochdale AFC         |
| CELKEM                                  | 503    | 80   |                      |